# Le Bourg-d'Oisans
Le Bourg-d'Oisans är en stad och kommun i departementet Isère i regionen Auvergne-Rhône-Alpes i sydöstra Frankrike. Kommunen ligger i kantonen Le Bourg-d'Oisans som tillhör arrondissementet Grenoble. År 2022 hade Le Bourg-d'Oisans 2 840 invånare.
Staden ligger i Romanches floddal på vägen mellan Grenoble och Briançon. Orten ingår ofta i Tour de France eftersom den ligger vid början av vägen till Alpe d'Huez. Runt staden finns skidorterna Alpe d'Huez och Les Deux Alpes. Écrins nationalpark ligger också sydväst om Le Bourg-d'Oisans.

## Befolkningsutveckling
Antalet invånare i kommunen Le Bourg-d'Oisans
Referens:INSEE